# Пелешенко, Василий Илларионович
Пелешенко Василий Илларионович (28 июня 1927 — 29 марта 2014) — советский и украинский гидрогеолог, гидрохимик, доктор географических наук (1981), профессор (1988), почётный работник Гидрометслужбы Украины, заслуженный деятель науки и техники Украины, заведующий кафедрой гидрологии и гидрохимии географического факультета Киевского национального университета имени Тараса Шевченко (1976-1993 гг.).

## Биография
Родился 28 июня 1927 года в с. Долина, Обуховский район, Киевская область, Украина. Окончил в 1957 году Киевский государственный университет имени Тараса Шевченко по специальности геолог-гидрогеолог.
Работал в Киевском государственном университете имени Т.Г. Шевченко  в 1957—1968 гг. инженером, с 1968 г., старшим преподавателем, доцентом на кафедре гидрогеологии и  инженерной геологии геологического факультета.
В 1968—1971 гг. – зав. сектором в отделе науки  ЦК Компартии Украины.
С 1971 г. – снова в Киевском государственном университете имени Т.Г. Шевченко.   1971—1976 гг. - доцент кафедры гидрологии суши географического факультета. В  1976 р. – заведующий этой кафедрой, которую по его инициативе переименовали на кафедру гидрологии и гидрохимии. В 1971 г. основал проблемную научно-исследовательскую лабораторию гидрохимии и стал ее научным руководителем. В 1993—2002 гг. -  профессор кафедры, в 2002—2003 гг. – ведущий научный сотрудник проблемной научно-исследовательской лаборатории гидрохимии.
Кандидатская диссертация «Подземные воды междуречья Северский Донец-Оскол» защищена в 1967 г., докторская диссертация «Оценка взаимосвязи химического состава различных типов природных вод суши (оценка, баланс и прогноз на примере территории Украины)» защищена в 1981 г.
Основатель научной гидрохимической школы Киевского  университета.
В 1981 году по его инициативе основан Богуславский гидролого-гидрохимический стационар на реке Рось. Разработал методологию оценки взаимосвязи химического состава различных типов природных вод и принципы количественной оценки влияния антропогенных факторов на формирование гидрохимического режима рек. Внес значительный вклад в формировании мелиоративной гидрохимии.
Был председателем специализированного ученого совета по защие диссертаций КНУ имени Тараса Шевченко (1993-2003 гг.).  Подготовил 2 докторов наук, 5 кандидатов наук. Член редколлегии научного сборника «Гидрология, гидрохимия и гидроэкология». Участник международных форумов в Лондоне 1969 года и Токио 1970 года.

## Экспедиции
Участвовал в экспедициях на Забайкалье, Шацких озерах, реках Припяти, Дунае, водоемах-охладителях АЭС на территории Украины и Смоленской АЭС в России, 30-км зоне ЧАЭС.

## Награды и отличия
- Заслуженный деятель науки и техники Украины.
- Нагрудный знак Гидрометслужбы «Почетный работник гидрометслужбы Украины» (1999).
- Орден «Знак Почёта», (1970).
- Орден "За заслуги" III степени, (1997).
- Орден "За заслуги" II степени, (2002).

## Научные труды
Автор и соавтор свыше 200 научных трудов, 9 монографий, 28 учебников и учебных пособий, 1 изобретения. Основные работы:
- Оценка взаимосвязи химического состава различных типов природных вод (на примере равнинной части территории Украины). - К., 1975.
- Гидрохимический атлас СССР. — М., 1990 (в соавторстве).
- Гидрохимия Украины. — К., 1995 (в соавторстве) - укр.
- Гидрогеология с основами инженерной геологии. - К., 2003 (в соавторстве) - укр.